# Musée de l'histoire estonienne
Le musée de l'histoire estonienne (estonien : Eesti Ajaloomuuseum) est un musée situé dans le quartier Vanalinn à Tallinn en Estonie. Il a pour tâche principale de collecter, de préserver et de traiter scientifiquement les matériaux liés à l'histoire de l'Estonie - à son peuple, à son territoire et à son État - de les transmettre au public et de promouvoir le travail muséologique.

## Histoire
La Société littéraire estonienne (de) fonde en 1842 le Musée de la Société littéraire estonienne, futur Musée provincial estonien (et) installé en 1864 dans le bâtiment de la Guilde de Kanuti, et basé sur la collection privée Mon faible créée en 1802 par le Dr Johannes Burchart VIII, qui dirigeait la pharmacie de l'hôtel de ville connue sous le nom de Raeapteek, et d'où sont issues les pièces de musée les plus anciennes. Le musée provincial achète en 1911 le palais (et) Ungern-Sternberg, rue Kohtu à Toompea, ce qui contribue fortement à la relance des activités du musée qui devient un centre important de la vie culturelle de Tallinn. Pendant la république d'Estonie (1918-1940), la collection archéologique, les collections naturelles et culturelles et les archives se développent fortement. Le musée est nationalisé en 1940 pour devenir le Musée national d'histoire de la république socialiste soviétique d'Estonie. Malgré la disparition et la destruction de certains matériaux et documents historique durant l'époque soviétique, les principaux fonds ont survécu, en grande partie grâce au professionnalisme du personnel de l'époque.
En 1946, le musée est déplacé dans un bâtiment de la rue Sakala puis déménage en 1952 à son emplacement actuel dans la maison de la Grande Guilde. 
Le château de Maarjamäe a fusionné avec le musée en 1975 pour abriter une exposition d'histoire récente. Son parc accueille de nos jours des sculptures monumentales de l'ère soviétique.
Inauguré en 1987, l'actuel musée reprend où son homologue s'arrête au milieu du XIXe siècle pour couvrir les bouleversements politiques et sociaux du XXe siècle. Les expositions comprennent des mannequins en costumes historiques et des recréations d'intérieurs. Les années 1940 et 1950 sont notamment illustrées par des uniformes militaires et des armes. On y trouve également une hutte originale utilisée par les frères de la forêt, fameux résistants à l'occupation soviétique.
Le 1er février 2019, le musée d'histoire estonien et le musée estonien du Théâtre et de la Musique ont fusionné et une nouvelle fondation a été formée. Il fait partie d'une réforme muséale plus large qui fusionne divers musées d'État.

## Œuvres

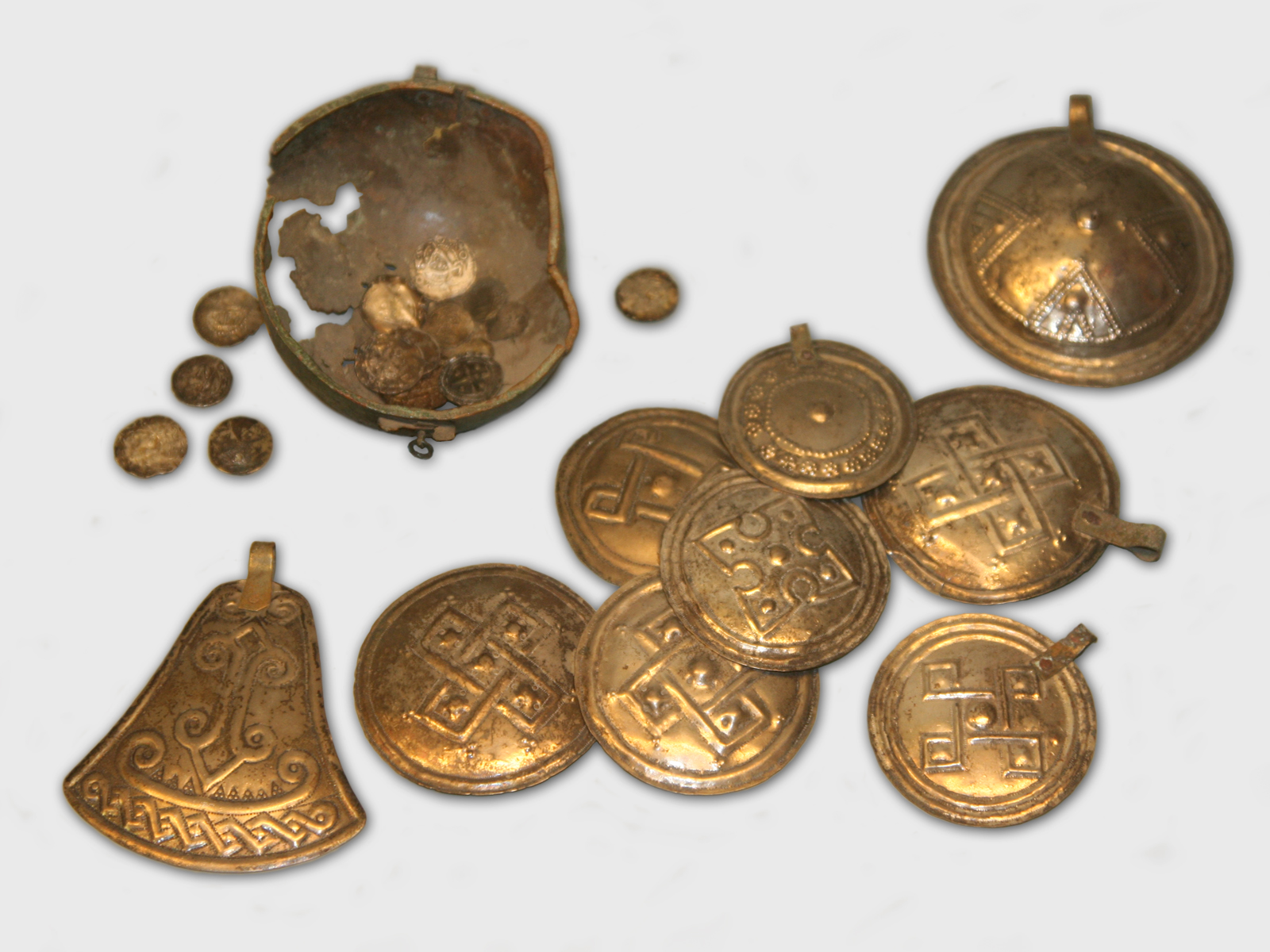
Bijoux de l'âge du fer trouvés à Kumna.
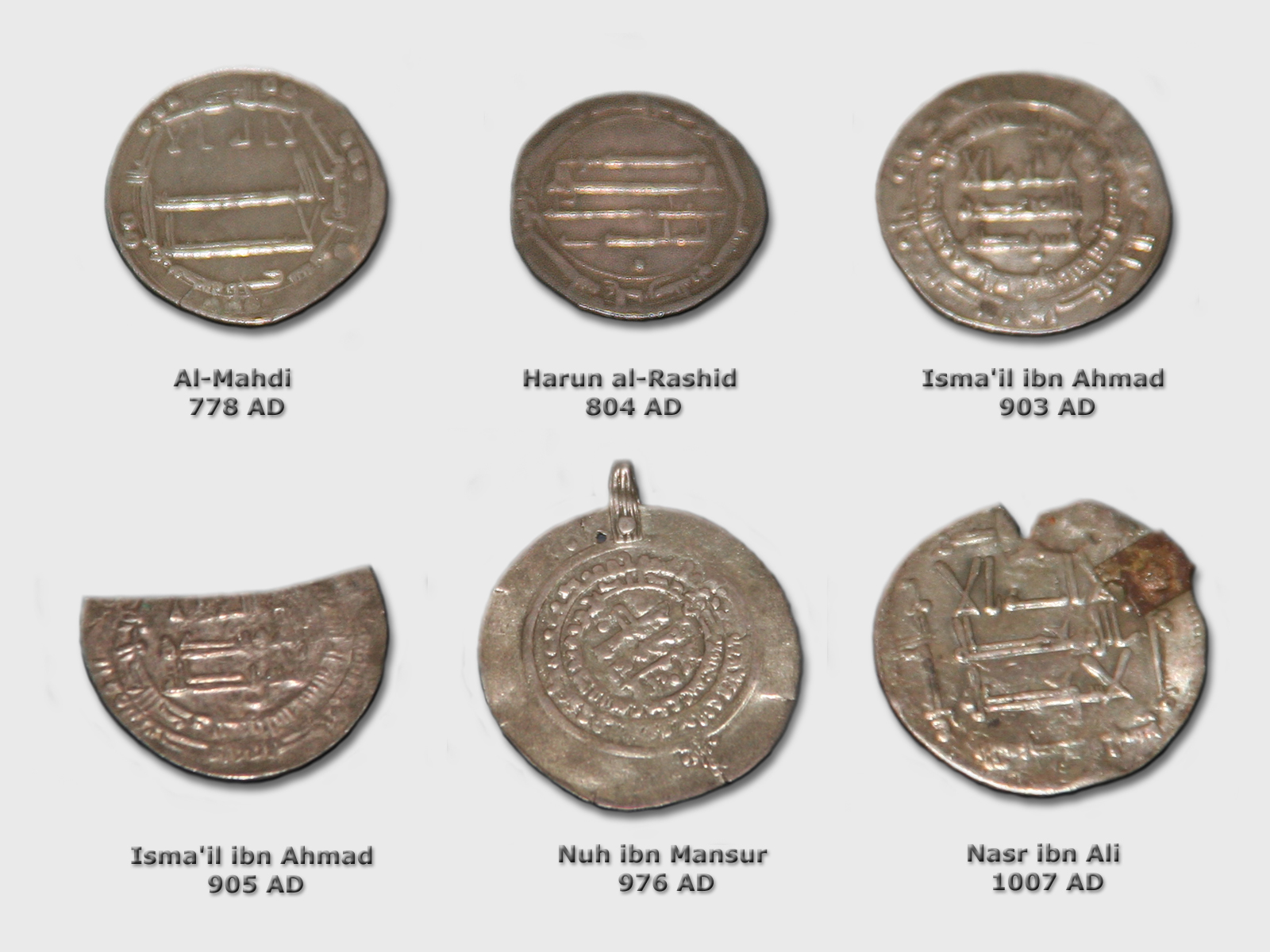
dirhams trouvés en Estonie.
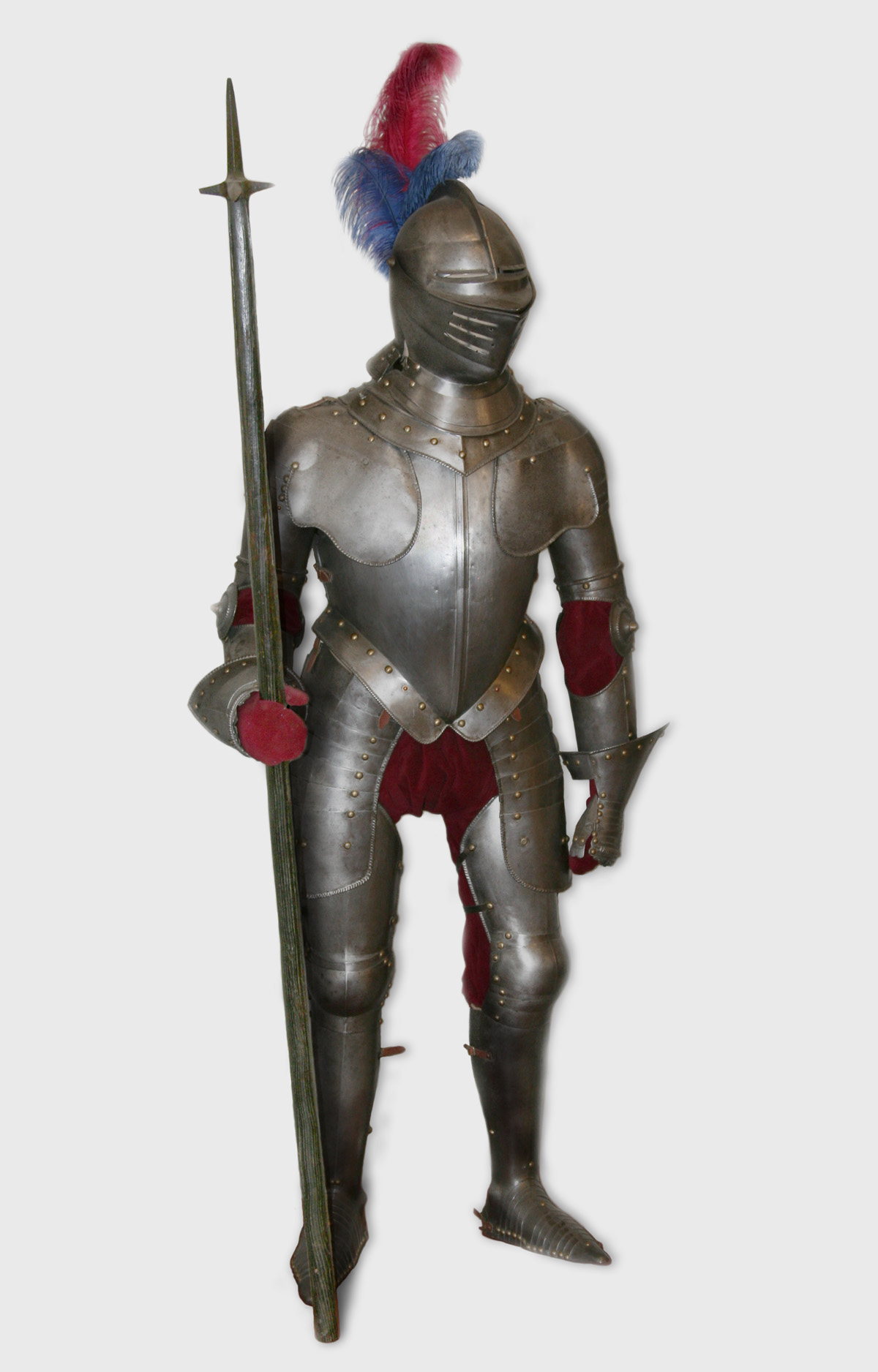
Armure de l'Ordre de Livonie.
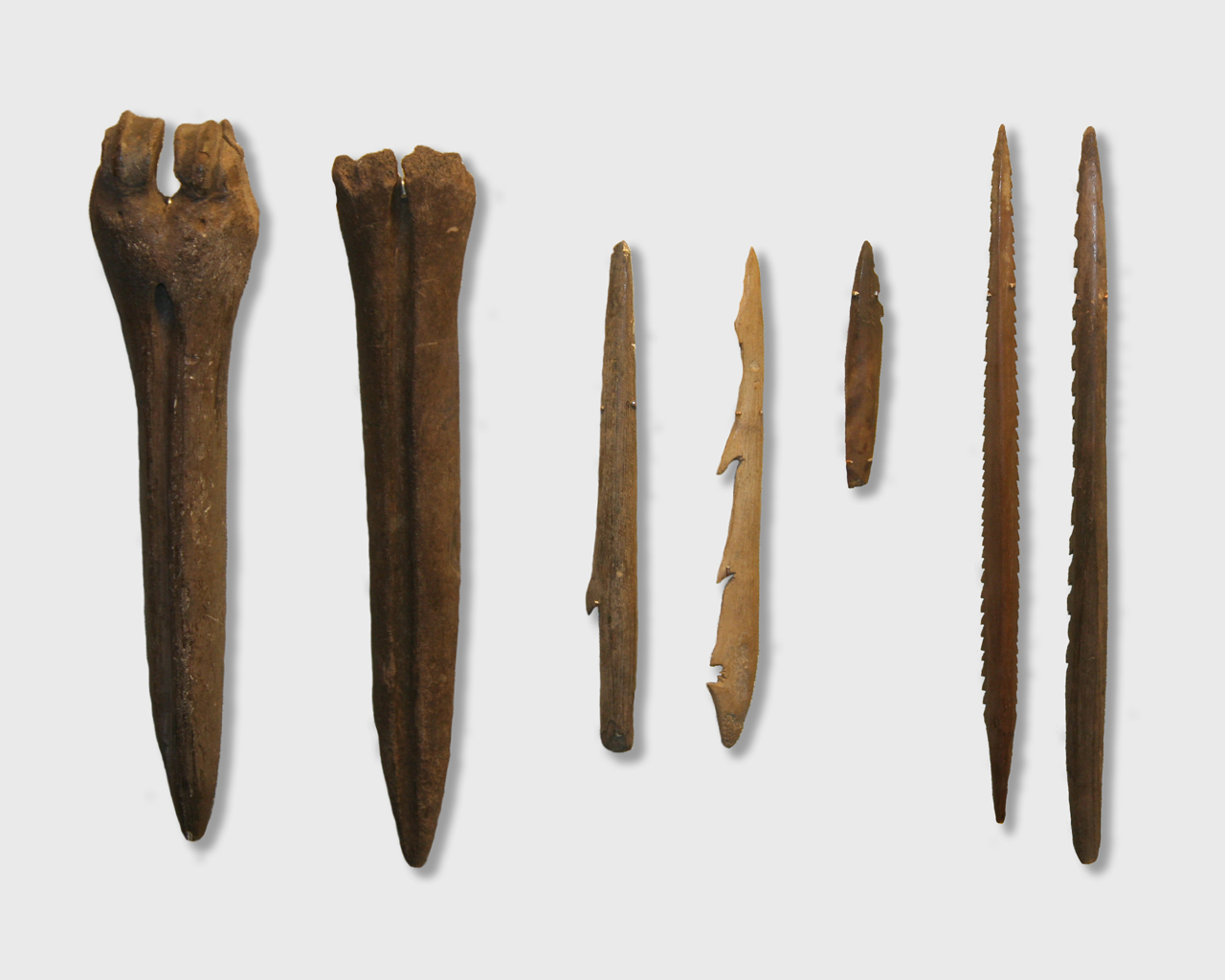
Outils de la Culture Kunda .
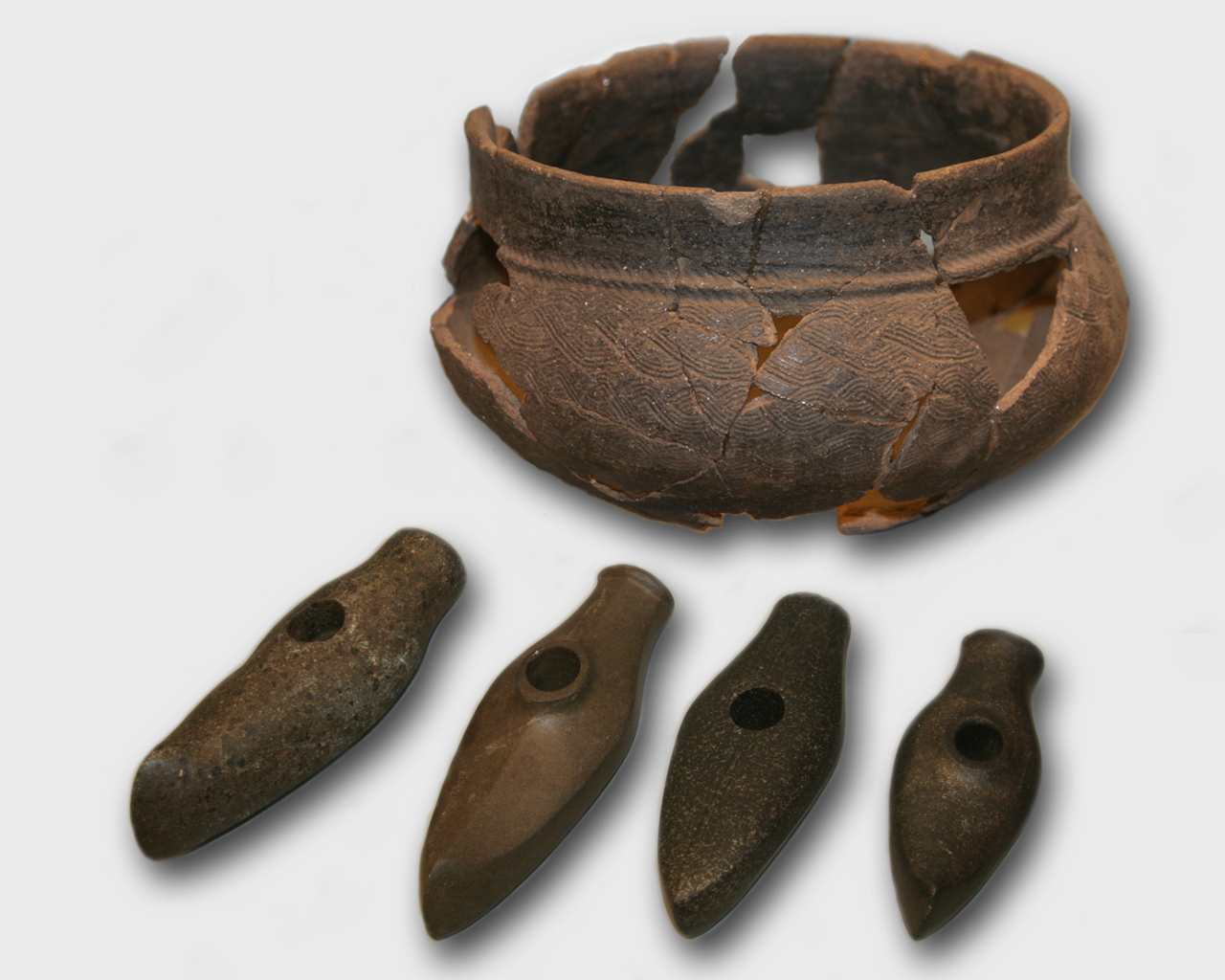
Céramique et haches russes.
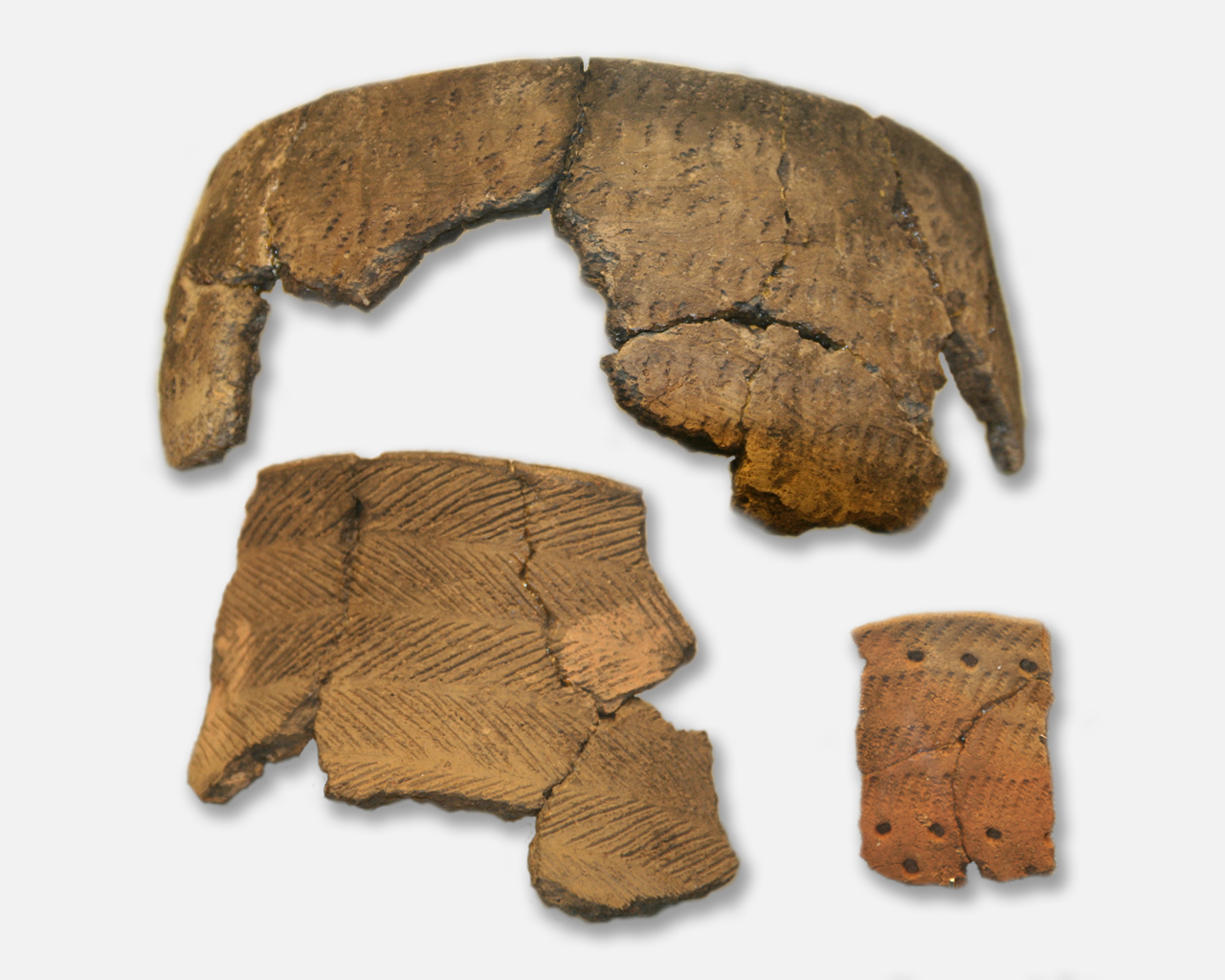
Peigne.

## Bâtiments du musée

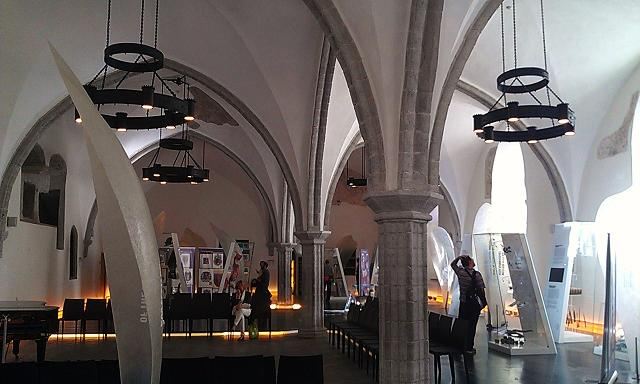
Maison de la Grande Guilde.
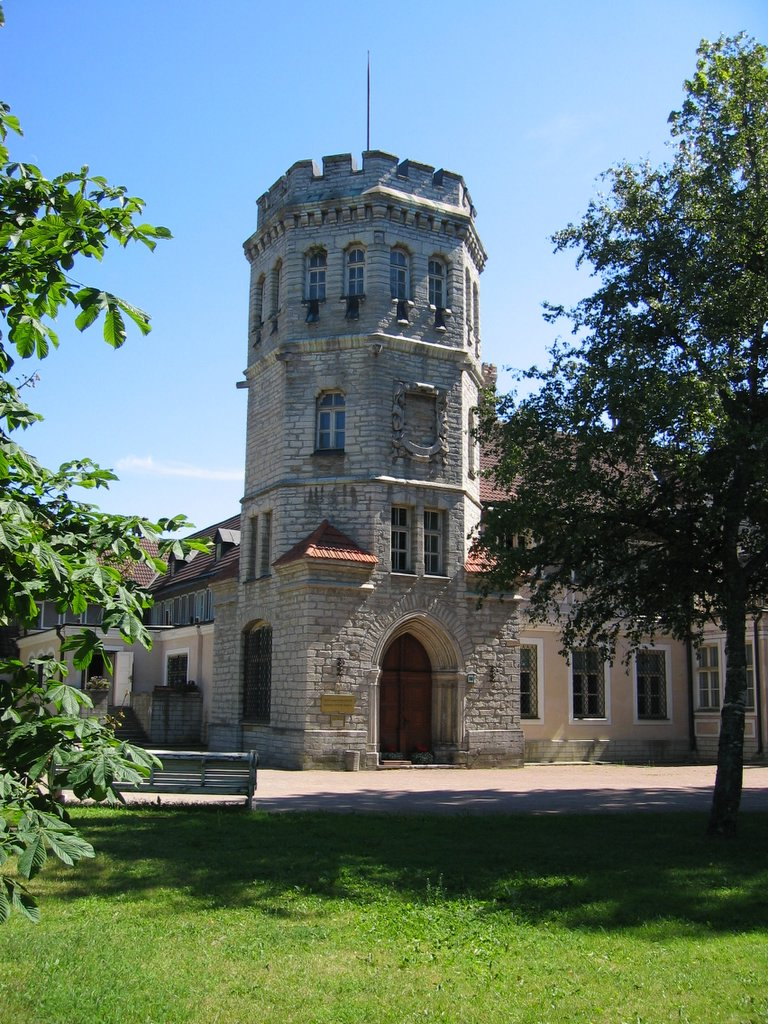
Manoir de Maarjamäe.